# احتيال في مرض التوحد لانست
تركزت احتيال التوحد في لانسيت MMR على نشر ورقة بحثية في عام 1998 بعنوان تضخم العقيد اللمفاوي اللفائفي والتهاب القولون غير النوعي واضطراب النمو المنتشر لدى الأطفال في The Lancet. زعمت الورقة، التي كتبها أندرو ويكفيلد وأحد عشر مؤلفًا مشاركًا، أنها تربط لقاح MMR بالتهاب القولون واضطرابات طيف التوحد. تم الكشف عن الاحتيال في تحقيق مطول في صنداي تايمز من قبل المراسل براين دير، مما أدى إلى سحب الصحيفة في فبراير 2010. وشطب ويكفيلد من السجل الطبي في المملكة المتحدة بعد ثلاثة أشهر.

## 1998ورقه لانست
في فبراير 1998، نشرت مجموعة بقيادة أندرو ويكفيلد ورقة في المجلة الطبية البريطانية المحترمة The Lancet ، بدعم من مؤتمر صحفي في مستشفى Royal Free Hospital في لندن. تناولت هذه الورقة البحثية عن اثني عشر طفلاً يعانون من اضطرابات في النمو أحيلوا إلى مستشفى رويال فري. وقيل إن الآباء أو الأطباء لثمانية من هؤلاء الأطفال قد ربطوا بداية الأعراض السلوكية بالتطعيم ضد الحصبة والنكاف والحصبة الألمانية. وصفت الورقة مجموعة من أعراض الأمعاء ونتائج التنظير الداخلي ونتائج الخزعة التي قيل إنها دليل على متلازمة جديدة محتملة أطلق عليها ويكفيلد لاحقًا اسم التهاب الأمعاء والقولون التوحدي، وأوصت بمزيد من الدراسة حول الصلة المحتملة بين الحالة ولقاح MMR. اقترحت الورقة أن العلاقة بين التوحد وأمراض الجهاز الهضمي كانت حقيقية، لكنها قالت إنها لم تثبت وجود علاقة بين لقاح الحصبة والنكاف والحصبة الألمانية والتوحد.
في المؤتمر الصحفي قبل نشر الصحيفة، الذي انتُقد لاحقًا على أنه «مؤتمر صحفي علمي»، قال ويكفيلد إنه يعتقد أنه من الحكمة استخدام لقاح واحد بدلاً من لقاح MMR الثلاثي حتى يمكن استبعاد ذلك كمحفز بيئي. قال ويكفيلد: «لا يمكنني دعم استمرار استخدام هذه اللقاحات الثلاثة الممنوحة مجتمعة حتى يتم حل هذه المشكلة.» وفي بيان صحفي بالفيديو صادر عن المستشفى للمذيعين قبل المؤتمر الصحفي، دعا إلى «تعليق لقاح الحصبة والنكاف والحصبة الألمانية لصالح اللقاح الوحيد». في مقابلة مع بي بي سي، اعترف روي باوندر، معلم ويكفيلد، الذي لم يكن مؤلفًا مشاركًا، أن الدراسة كانت مثيرة للجدل. وأضاف: «بعد فوات الأوان قد يكون الحل الأفضل هو إعطاء التطعيمات بشكل منفصل.. عندما أعطيت التطعيمات بشكل فردي لم تكن هناك مشكلة». لم يتم دعم هذه الاقتراحات من قبل مؤلفي ويكفيلد ولا بأي دليل علمي.
كانت التغطية الصحفية الأولية للقصة محدودة. ذكرت صحيفة الغارديان والإندبندنت ذلك على صفحاتهما الأولى، في حين أن الديلي ميل أعطت القصة فقط إشارة ثانوية في منتصف الصحيفة، ولم تغطها الشمس.

## العمل الجماعي المخطط
قبل عامين من نشر الصحيفة، في فبراير 1996، تم الاتصال ب ويكفيلد من قبل محامي التعويض ريتشارد بار، الذي كان يبحث عن شاهد خبير لبدء دعوى جماعية جديدة بخصوص «ضرر اللقاح» المزعوم في الأطفال الصغار. تم تعيين Wakefield مقابل «150 جنيهًا إسترلينيًا للساعة بالإضافة إلى النفقات» وفي غضون ستة أسابيع تم تجنيد اثني عشر طفلاً، سعياً بنشاط للبحث عن حالات قد تنطوي على صلة بين التطعيم وقضايا التنمية. نجح بار في إقناع مجلس المساعدة القانونية، وهي منظمة دعم مالي حكومية بريطانية لضحايا الجرائم، بتمويل المرحلة الأولى من البحث بتخصيص 55000 جنيه إسترليني. وفقًا للصحفي براين دير، فقد تم الدفع مقابل البحث الكامل لـ Wakefield وفريقه وكان الهدف منه إنشاء أدلة للقضية، والتي كانت السبب الرئيسي لافتقارها للدقة العلمية والتحيز في اختيار المرضى وتزوير النتائج. ومع ذلك، لم تكن أي من هذه الحقائق معروفة حتى تحقيق الصحيفة.
وصفت بأنها «ربما خدعة طبية الأكثر ضررا في القرن العشرين»، وأدت إلى انخفاض حاد في معدلات التطعيم في المملكة المتحدة وأيرلندا. أدى الترويج للرابط المزعوم، والذي يستمر في الدعاية المناهضة للتلقيح على الرغم من دحضه، إلى زيادة الإصابة بالحصبة والنكاف، مما أدى إلى وفيات وإصابات دائمة خطيرة. بعد المطالبات الأولية في عام 1998، أجريت العديد من الدراسات الوبائية الكبيرة. لم تجد مراجعات الأدلة التي أجرتها مراكز السيطرة على الأمراض والوقاية منها، والأكاديمية الأمريكية لطب الأطفال، ومعهد الطب التابع للأكاديمية الوطنية الأمريكية للعلوم، والخدمة الصحية الوطنية في المملكة المتحدة، ومكتبة كوكرين، أي صلة بين لقاح MMR والخوض. وصف الأطباء والمجلات الطبية والمحررين تصرفات ويكفيلد بأنها احتيالية وربطوها بالأوبئة والوفيات.
وجد تحقيق أجراه الصحفي براين دير أن ويكفيلد كان لديه العديد من تضارب المصالح غير المعلن، وتلاعب بالأدلة، وكسر القواعد الأخلاقية الأخرى. تم سحب جريدة لانسيت جزئيًا في عام 2004 وسحبت بالكامل في عام 2010، عندما وصفها رئيس تحرير لانسيت ريتشارد هورتون بأنها «خاطئة تمامًا» وقال إن المجلة قد تم خداعها. تم العثور على ويكفيلد مذنبا من قبل المجلس الطبي العام لسوء سلوك مهني خطير في مايو 2010 وشطب من السجل الطبي، مما يعني أنه لم يعد بإمكانه ممارسة مهنته كطبيب في المملكة المتحدة. في عام 2011، قدم Deer مزيدًا من المعلومات حول ممارسات البحث غير الصحيحة لـ Wakefield إلى المجلة الطبية البريطانية، والتي وصفت في افتتاحية موقعة الورقة الأصلية بأنها احتيالية. الإجماع العلمي هو أنه لا توجد صلة بين لقاح MMR والتوحد وأن فوائد اللقاح تفوق مخاطره بشكل كبير.

## الجدل العام
اكتسب الجدل زخمًا في عامي 2001 و 2002، بعد أن نشر ويكفيلد أوراقًا تشير إلى أن برنامج التحصين لم يكن آمنًا. كانت هذه ورقة مراجعة بدون دليل جديد، نُشرت في مجلة ثانوية، وورقتان حول العمل المخبري قال إنه تم العثور على فيروس الحصبة في عينات الأنسجة المأخوذة من الأطفال المصابين بالتوحد ومشاكل الأمعاء. كانت هناك تغطية إعلامية واسعة بما في ذلك الأدلة القصصية المؤلمة من الآباء، وبلغت التغطية السياسية التي هاجمت الخدمة الصحية والحكومة ذروتها مع مطالب لم تتم تلبيتها بأن يكشف رئيس الوزراء توني بلير عما إذا كان ابنه الرضيع، ليو، قد حصل على اللقاح. كانت أكبر قصة علمية في عام 2002، حيث كتبت 1257 مقالة معظمها بواسطة معلقين غير خبراء. في الفترة من كانون الثاني (يناير) إلى أيلول (سبتمبر) 2002، ذكرت 32٪ من القصص المكتوبة عن MMR ليو بلير، مقابل 25٪ فقط ذكرت ويكفيلد. ذكرت أقل من ثلث القصص الدليل القاطع على أن MMR آمن. أثارت الورقة والمؤتمر الصحفي والفيديو ذعرًا صحيًا كبيرًا في المملكة المتحدة. نتيجة لهذا الخوف، انخفضت الثقة الكاملة في معدل وفيات الأمهات من 59٪ إلى 41٪ بعد نشر بحث ويكفيلد. في عام 2001، شعر 26٪ من أطباء الأسرة أن الحكومة فشلت في إثبات عدم وجود صلة بين لقاح الحصبة والنكاف والحصبة الألمانية والتوحد وأمراض الأمعاء. في كتابه Bad Science ، يصف Ben Goldacre الخوف من لقاح MMR بأنه واحد من «ثلاث قصص علمية مزيفة على الإطلاق» من قبل الصحف البريطانية (الاثنان الآخران هما قضية Arpad Pusztai حول المحاصيل المعدلة وراثيًا، و Chris Malyszewicz وخدعة MRSA).
زادت الثقة في لقاح MMR حيث أصبح من الواضح أن مزاعم ويكفيلد لم تكن مدعومة بأدلة علمية. أفاد مسح أجري عام 2003 على 366 طبيب أسرة في المملكة المتحدة أن 77٪ منهم ينصحون بإعطاء لقاح MMR لطفل لديه تاريخ عائلي قريب من التوحد، وأن 3٪ منهم يعتقدون أن التوحد قد يكون ناتجًا عن لقاح MMR. . وجدت دراسة مماثلة في عام 2004 أن هذه
أحد العوامل المثيرة للجدل هو أن اللقاح المركب هو الوحيد المتاح من خلال خدمة الصحة الوطنية في المملكة المتحدة. اعتبارًا من عام 2010، لا يوجد لقاح واحد للحصبة والنكاف والحصبة الألمانية مرخص للاستخدام في المملكة المتحدة. قدم رئيس الوزراء توني بلير الدعم للبرنامج، بحجة أن اللقاح آمن بما يكفي لابنه ليو، لكنه رفض لأسباب تتعلق بالخصوصية توضيح ما إذا كان ليو قد تلقى اللقاح؛ في المقابل، أكد رئيس الوزراء اللاحق، جوردون براون، صراحةً أن ابنه قد تم تحصينه. أكدت شيري بلير أن ليو قد تلقت تطعيم MMR عند الترويج لسيرتها الذاتية.
إن إعطاء اللقاح المركب بدلاً من اللقاحات المنفصلة يقلل من خطر إصابة الأطفال بالمرض أثناء انتظار تغطية التحصين الكاملة. ينتج عن حقنتين من اللقاح المدمجين ألم وضيق أقل للطفل من الحقن الست التي تتطلبها اللقاحات المنفصلة، وتزيد زيارات العيادة الإضافية التي تتطلبها اللقاحات المنفصلة من احتمال تأخر البعض أو تفويتهم تمامًا؛ زاد امتصاص التطعيم بشكل كبير في المملكة المتحدة عندما تم إدخال لقاح الحصبة والنكاف والحصبة الألمانية في عام 1988. وانتقد المهنيون الصحيون بشدة التغطية الإعلامية للجدل لتسببها في انخفاض معدلات التطعيم. لا يوجد أساس علمي لتفضيل لقاحات منفصلة، أو لاستخدام أي فترة زمنية معينة بين لقاحات منفصلة.
كتب جون ووكر سميث، وهو مؤلف مشارك لتقرير ويكفيلد ومؤيد لقاح MMR ، في عام 2002 أن علم الأوبئة أظهر أن MMR آمن في معظم الأطفال، لكنه لاحظ أن علم الأوبئة أداة فظة وأن الدراسات يمكن أن تفوت المجموعات المعرضة للخطر التي لديهم صلة حقيقية بين MMR والتوحد. ومع ذلك، إذا تم تحديد نوع فرعي نادر من التوحد بشكل موثوق من خلال الخصائص السريرية أو المرضية، يمكن أن تتناول الأبحاث الوبائية مسألة ما إذا كانت MMR تسبب هذا النوع الفرعي من التوحد. لا يوجد دليل علمي على أن لقاح الحصبة والنكاف والحصبة الألمانية يسبب ضررًا لجهاز المناعة عند الرضع، وهناك أدلة كثيرة على عكس ذلك.
في عام 2001، قال Berelowitz ، أحد المؤلفين المشاركين في البحث، «أنا بالتأكيد لست على علم بأي دليل مقنع لفرضية وجود صلة بين MMR والتوحد». خلصت كل من الجمعية الكندية لطب الأطفال، ومراكز السيطرة على الأمراض والوقاية منها، ومعهد الطب التابع للأكاديمية الوطنية للعلوم، والخدمة الصحية الوطنية في المملكة المتحدة، إلى أنه لا يوجد رابط بين لقاح الحصبة والنكاف والحصبة الألمانية والتوحد، ومقال في مجلة عام 2011 وصفت الصلة بين اللقاح والتوحد بأنها «الخدعة الطبية الأكثر ضررًا خلال المائة عام الماضية».

## تطوير المصالح

### تضارب المصالح
في فبراير 2004، بعد تحقيق استمر أربعة أشهر، كتب المراسل براين دير في صحيفة صنداي تايمز في لندن أنه قبل تقديم ورقته إلى The Lancet ، تلقى ويكفيلد 55000 جنيه إسترليني من محامي مجلس المساعدة القانونية للحصول على أدلة لاستخدامها ضد مصنعي اللقاحات، أن العديد من الآباء نقلوا قولهم إن MMR قد أضرت بأطفالهم كانوا أيضًا متقاضين، وأن ويكفيلد لم يبلغ الزملاء أو السلطات الطبية بتضارب المصالح. عندما علم محررو The Lancet بهذا الأمر، قالوا إنه بناءً على أدلة Deer ، لم يكن من المفترض أن تنشر ورقة ويكفيلد أبدًا لأن نتائجها كانت «معيبة تمامًا». على الرغم من أن ويكفيلد أكد أن تمويل المساعدة القانونية كان من أجل دراسة منفصلة غير منشورة (موقف تم رفضه لاحقًا من قبل لجنة من المجلس الطبي العام في المملكة المتحدة)، رأى محررو The Lancet أنه كان يجب الكشف عن مصدر التمويل لهم. كتب ريتشارد هورتون، رئيس التحرير، «يبدو واضحًا الآن أننا لو قدرنا السياق الكامل الذي تم فيه العمل الذي تم الإبلاغ عنه في ورقة لانسيت 1998 بواسطة ويكفيلد وزملاؤه، لما تم النشر بالطريقة نفسها. هذا ما فعلته». كما انتقد العديد من الباحثين المشاركين في ويكفيلد بشدة عدم الكشف.
واصل Deer تقريره في فيلم وثائقي تلفزيوني على القناة الرابعة، MMR: What They didn't tell You ، الذي تم بثه في 18 نوفمبر 2004. زعم هذا الفيلم الوثائقي أن ويكفيلد تقدم بطلب للحصول على براءات اختراع لقاح كان منافسًا للقاح MMR ، وأنه علم بنتائج الاختبارات من مختبره في مستشفى رويال فري والتي تناقضت مع ادعاءاته. تمت الإشارة أيضًا إلى طلب براءة اختراع ويكفيلد في كتاب بول أوفيت لعام 2008، أنبياء كذبة التوحد.
في يناير 2005، رفع ويكفيلد دعوى قضائية ضد القناة 4، 20/20 Productions ، والمراسل الاستقصائي براين دير، الذي قدم برنامج ديسباتشز. ومع ذلك، بعد عامين من التقاضي، والكشف عن أكثر من 400000 جنيه إسترليني في مدفوعات غير معلنة من قبل المحامين لـ Wakefield ، أوقف الدعوى ودفع جميع تكاليف المتهمين.
في عام 2006، ذكرت دير في صحيفة صنداي تايمز أن ويكفيلد قد دفع 435,643 جنيهًا إسترلينيًا، بالإضافة إلى المصاريف، من قبل محامين بريطانيين يحاولون إثبات أن اللقاح كان خطيرًا، حيث بدأت المدفوعات غير المفصح عنها قبل عامين من نشر صحيفة لانسيت. جاء هذا التمويل من صندوق المساعدة القانونية في المملكة المتحدة، وهو صندوق يهدف إلى تقديم الخدمات القانونية للفقراء.

### التراجع عن تفسير
تتطلب مجلة لانسيت والعديد من المجلات الطبية الأخرى أوراقًا لتضمين استنتاجات المؤلفين حول أبحاثهم، والمعروفة باسم «التفسير». انتهى ملخص ورقة لانسيت لعام 1998 على النحو التالي:
التفسير حددنا الأمراض المعدية المعوية المصاحبة والتراجع النمائي في مجموعة من الأطفال الطبيعيين سابقًا، والذي كان مرتبطًا بشكل عام في الوقت المناسب بالمحفزات البيئية المحتملة.
في مارس / آذار 2004، فور ورود أنباء عن مزاعم تضارب المصالح، تراجع عشرة من المؤلفين المشاركين في ويكفيلد البالغ عددهم 12 عن هذا التفسير، بينما أصروا على أن احتمال وجود حالة معدية معوية مميزة لدى الأطفال المصابين بالتوحد تستحق مزيدًا من التحقيق. ومع ذلك، وجدت دراسة منفصلة للأطفال الذين يعانون من اضطرابات الجهاز الهضمي عدم وجود فرق بين أولئك الذين يعانون من اضطرابات طيف التوحد وأولئك الذين لا يعانون، فيما يتعلق بوجود فيروس الحصبة RNA في الأمعاء. كما وجدت أن أعراض الجهاز الهضمي وظهور التوحد لم تكن مرتبطة في الوقت المناسب بإعطاء لقاح MMR.
تم سحب جريدة لانسيت جزئيًا في عام 2004 وسحبت بالكامل في عام 2010، عندما وصفها رئيس تحرير لانسيت ريتشارد هورتون بأنها «خاطئة تمامًا» وقال إن المجلة قد تم خداعها.

### التلاعب بالبيانات
في 8 فبراير 2009، أفاد بريان دير في صحيفة صنداي تايمز أن ويكفيلد لديه نتائج «ثابتة» و «تلاعب» ببيانات المريض في ورقته البحثية عام 1998، مما خلق مظهر ارتباط بالتوحد. نفى ويكفيلد هذه الادعاءات، بل وقدم شكوى إلى لجنة شكاوى الصحافة (PCC) بشأن هذه المقالة في 13 مارس 2009. تم توسيع الشكوى من خلال ملحق 20 مارس 2009 من قبل دعاية ويكفيلد. في يوليو 2009، ذكرت PCC أنها ستوقف أي تحقيق بشأن مقالة Times ، في انتظار انتهاء تحقيق GMC. في هذه الحالة، لم يتابع ويكفيلد شكواه، التي نشرها دير مع بيان أنه وصنداي تايمز رفضاها باعتبارها «خاطئة ومخادعة من جميع النواحي المادية»، وأن الدعوى علقت من قبل لجنة مكافحة الفساد في فبراير 2010.

### تحقيق المجلس الطبي العام
قام المجلس الطبي العام (GMC)، المسؤول عن ترخيص الأطباء والإشراف على أخلاقيات مهنة الطب في المملكة المتحدة، بالتحقيق في هذه القضية. رفعت GMC القضية نفسها، ولم تستشهد بأي شكاوى محددة، مدعية أن التحقيق كان في المصلحة العامة. دعا وزير الدولة للصحة آنذاك، جون ريد، إلى إجراء تحقيق في شركة GMC ، وهو ما رحب به ويكفيلد نفسه. خلال مناقشة في مجلس العموم، في 15 مارس / آذار 2004، دعا د. إيفان هاريس، النائب عن الحزب الديمقراطي الليبرالي، إلى إجراء تحقيق قضائي في الجوانب الأخلاقية للقضية، حتى أنه اقترح أن تجريها النيابة العامة. في يونيو 2006، أكد GMC أنهم سيعقدون جلسة استماع تأديبية لـ Wakefield.
اجتمعت لجنة اللياقة للممارسة في GMC لأول مرة في 16 يوليو 2007 للنظر في قضايا ويكفيلد والبروفيسور جون أنجوس والكر سميث والبروفيسور سايمون هاري مورتش. واجهوا جميعهم اتهامات بسوء السلوك المهني الجسيم فحص GMC ، من بين نقاط أخلاقية أخرى، ما إذا كان ويكفيلد وزملاؤه قد حصلوا على الموافقات المطلوبة للاختبارات التي أجروها على الأطفال؛ لم تكن تهم التلاعب بالبيانات التي ذكرت في صحيفة التايمز، والتي ظهرت على السطح بعد تحضير القضية، موضع تساؤل في الجلسات. شدد GMC على أنه لن يقوم بتقييم صحة النظريات العلمية المتنافسة حول MMR والتوحد. وزعم المجلس الطبي العام أن الثلاثة تصرفوا بطريقة غير أخلاقية وغير نزيهة في إعداد البحث في لقاح MMR. ونفوا هذه المزاعم. تم رفع القضية أمام لوحة GMC Fitness to Practice المكونة من ثلاثة أطباء وعضوين عاديين.
في 28 كانون الثاني (يناير) 2010، أصدرت لجنة GMC قرارها بشأن وقائع القضية: تبين أن ويكفيلد تصرف «بطريقة غير شريفة وغير مسؤولة» وأنه تصرف «بتجاهل قاسٍ» للأطفال المشاركين في دراسته، وقام بإجراء غير ضروري وغزوي الاختبارات. وجدت اللجنة أن المحاكمة أجريت بشكل غير صحيح دون موافقة لجنة أخلاقيات مستقلة، وأن ويكفيلد لديه العديد من تضارب المصالح غير المعلن.

## كشف التراجع والاحتيال الكامل
ردًا على تحقيق GMC والنتائج، أعلن محررو The Lancet في 2 فبراير 2010 أنهم «سحبوا هذه الورقة بالكامل من السجل المنشور».
نص هانسارد في 16 مارس 2010 أفاد اللورد ماكول بسؤال الحكومة عما إذا كانت لديها خطط لاسترداد أموال المساعدة القانونية المدفوعة للخبراء فيما يتعلق بالتقاضي ضد الحصبة والنكاف والحصبة الألمانية / الحصبة والحصبة الألمانية. اللورد باخ، وزارة العدل رفضت هذا الاحتمال.
في تقرير أبريل 2010 في The BMJ ، توسع Deer في الجوانب المختبرية للنتائج التي توصل إليها حيث روى كيف تم تغيير نتائج التشريح المرضي السريرية الطبيعية الناتجة عن المستشفى الملكي المجاني لاحقًا في كلية الطب إلى نتائج غير طبيعية ، نُشرت في The Lancet. كتب دير مقالاً في المجلة الطبية البريطانية يلقي بظلال من الشك على «التهاب الأمعاء والقولون التوحد» الذي ادعى ويكفيلد أنه اكتشفه. في نفس الإصدار ، أعرب ديردري كيلي ، رئيس الجمعية الأوروبية لأمراض الجهاز الهضمي والتغذية لدى الأطفال ، ومحرر مجلة أمراض الجهاز الهضمي والتغذية لدى الأطفال ، عن بعض القلق بشأن نشر المجلة الطبية البريطانية لهذا المقال أثناء إجراءات GMC.
في 24 مايو 2010، وجدت لجنة GMC أن ويكفيلد مذنب بارتكاب سوء سلوك مهني خطير في أربع تهم تتعلق بعدم الأمانة و 12 تتعلق بإساءة معاملة الأطفال ذوي الإعاقة التنموية ، وأمرت بشطبها من السجل الطبي. أُدين جون والكر سميث أيضًا بارتكاب سوء سلوك مهني خطير وشطب السجل الطبي ، ولكن تم عكس هذا القرار عند الاستئناف إلى المحكمة العليا في عام 2012، لأن لجنة GMC فشلت في تقرير ما إذا كان والكر سميث يعتقد بالفعل أنه كان يفعل البحث في ستار التحقيق والعلاج السريري. وانتقدت المحكمة العليا «عددًا من» الاستنتاجات الخاطئة الصادرة عن اللجنة التأديبية و «أسبابها غير الملائمة والسطحية». تم العثور على سايمون مورش غير مذنب.
في 5 يناير 2011، نشرت المجلة الطبية البريطانية أول سلسلة من المقالات بقلم براين دير ، توضح بالتفصيل كيف قام ويكفيلد وزملاؤه بتزوير بعض البيانات وراء مقال لانسيت عام 1998. من خلال النظر في السجلات وإجراء مقابلات مع أولياء الأمور ، وجدت Deer أنه بالنسبة لجميع الأطفال الـ 12 في دراسة ويكفيلد ، تم تعديل التشخيصات أو تم تغيير التواريخ لتناسب استنتاج المقال. استمرارًا لسلسلة BMJ في 11 يناير 2011، قال دير إنه استنادًا إلى المستندات التي حصل عليها بموجب قانون حرية المعلومات ، خطط ويكفيلد - بالشراكة مع والد أحد الأولاد في الدراسة - لإطلاق مشروع على ظهر MMR ذعر التطعيم الذي قد يستفيد من الفحوصات الطبية الجديدة و «الاختبارات المدفوعة بالتقاضي». ذكرت صحيفة واشنطن بوست أن دير قال إن ويكفيلد توقع أنه «يمكن أن يجني أكثر من 43 مليون دولار سنويًا من مجموعات التشخيص» للحالة الجديدة ، التهاب الأمعاء والقولون التوحدي. ذكرت WebMD في تقرير Deer BMJ ، أن الأرباح السنوية المتوقعة البالغة 43 مليون دولار ستأتي من مجموعات تسويقية «لتشخيص مرضى التوحد» و «السوق الأولي للتشخيص سيكون اختبارًا مدفوعًا بالتقاضي للمرضى المصابين بالتهاب الأمعاء والقولون التوحدي ، حالة غير مثبتة ابتكرها ويكفيلد] من كل من المملكة المتحدة والولايات المتحدة الأمريكية». وفقًا لـ WebMD ، زعمت مقالة BMJ أيضًا أن المشروع سينجح في تسويق المنتجات وتطوير لقاح بديل إذا «تضررت ثقة الجمهور في لقاح MMR».
في سبتمبر 2020، نشرت مطبعة جامعة جونز هوبكنز رواية دير عن الاحتيال في كتابه الطبيب الذي خدع العالم: العلم والخداع والحرب على اللقاحات. يتضمن الكتاب تقريرًا عن الآباء الذين كان أطفالهم من بين الإثني عشر الذين جندهم ويكفيلد في دراسة لانسيت. وصف أحدهم الصحيفة بأنها «احتيالية» بينما اشتكى آخر من «تلفيق صريح».